# Costache Negri
Costache Negri es una comuna ubicada en el distrito de Galați, Rumania.

## Superficie
Posee una superficie de 27,64 kilómetros cuadrados.

## Demografía
Hasta 2021 la población era de 2078 habitantes, con una densidad de población de 75,18 habitantes por kilómetro cuadrado.